# Anna Cramer
Anna Merkje Cramer (Amsterdam, 15 juli 1873 - Blaricum, 4 juni 1968) was een Nederlandse componiste en pianiste.

## Biografie
Haar ouders waren de kantoorbediende, vanaf 1876 koopman, Jan Marinus Cramer en Merkje Helena Zelders. Van hun vier kinderen overleefden alleen Anna en haar jongere zusje Albertina hun kindertijd. Het gezin woonde achtereenvolgens in Amsterdam, Baarn, weer Amsterdam, Hilversum en Haarlem. Toen Anna vijftien jaar oud was, verloor ze haar vader.
Vanaf 1893 woonde zij weer in Amsterdam. Zij betaalde haar pianostudie aan het Amsterdamsch Conservatorium door te werken als dienstbode aan de Keizersgracht. Zij verwierf haar einddiploma in 1897. Vervolgens trok Anna naar Berlijn om compositie te studeren bij Wilhelm Berger, die zij vermoedelijk gevolgd is toen hij naar Meiningen verhuisde.
Zij kreeg in het begin van de twintigste eeuw enige bekendheid, onder meer doordat in 1903 haar lied Wenn die Linde blüht werd uitverkoren om te worden uitgegeven door het tijdschrift Die Woche. De bekende baritons Ludwig Wüllner en Gerard Zalsman namen liederen van haar in hun repertoire op. Zalsman zong ze bij een 'Holländisches Concert' in Berlijn dat in 1907 door Jan Ingenhoven werd georganiseerd. In datzelfde jaar gaf de Berlijnse muziekuitgever Adolph Fürstner twee bundels liederen van haar uit (opus 1 en 2). Zij studeerde enige maanden bij Max von Schillings in München en in die stad verscheen in 1908 een derde liederenbundel (opus 3). Ten slotte publiceerde Fürstner in 1910 een bundel opus 4, de laatste die tijdens haar leven in druk verscheen.
Over het algemeen werden haar liederen gunstig ontvangen door publiek en recensenten. Haar componeertrant vertoonde twee aspecten: naast liederen in de Duits-Oostenrijkse, laatromantische stijl van Hugo Wolf, Gustav Mahler en Richard Strauss schreef zij ook in een simpeler volksliedidioom. Zij koos bij voorkeur Duitstalige liedteksten van dichters als Otto Julius Bierbaum (1865-1910), Carl Hermann Busse (1872-1918), Max Dauthendey (1867-1918), Klaus Groth (1819-1899) en Detlev von Liliencron (1844-1909).
In 1909 maakte Anna Cramer een tournee door Nederland en naar Parijs en Berlijn. Daarbij begeleidde ze de zangers Gerard Zalsman, Johanna van der Linde en Jeanne Broek-Landré in haar eigen liederen. In de jaren die volgden woonde zij afwisselend in München en Berlijn. In 1925 vestigde ze zich in Wenen, waar zij in 1926-27 haar opera's Der letzte Tanz en Dr. Pipalumbo componeerde, beide op een libretto van Walter Simlinger (1889-1976). Deze dichter en volkszanger schreef ook de tekst voor haar Troubadour-Ständchen, waarin zij cabareteske elementen verwerkte. Een ander werk uit die periode is Zigeunerlied voor tenor, gemengd koor, viool en symfonieorkest.
Rond 1930 kreeg Cramer zowel financiële als psychische problemen. Wegens haar toenemende paranoia verbleef zij enige tijd onder dwang in een psychiatrische kliniek. Vanaf 1931 woonde zij weer in Nederland, eerst bij haar moeder in Baarn. Nadat die in 1934 was gestorven leefde zij, grotendeels in afzondering, aan de Bloemgracht in de Amsterdamse Jordaan. Nieuwe composities kwamen niet meer tot stand, maar zij bleef eindeloos bezig met revisies van haar werken, die ze beplakte met steeds nieuwe stukjes papier. In 1946 verhuisde ze naar de Fokke Simonszstraat. Haar paranoia bleef haar parten spelen en zij werd steeds meer een zonderlinge, eenzelvige kluizenares. Uit angst voor haar bovenburen, die haar met de dood zouden hebben bedreigd, gaf ze in 1958 een koffer met al haar muziekmanuscripten in bewaring in een bankkluis.
Omdat zij zich steeds meer verwaarloosde, werd Anna Cramer in 1960 opgenomen in een verpleeghuis voor dementerenden te Blaricum, waar ze in 1968, bijna 95 jaar oud, overleed. De inhoud van de koffer ging naar het Nederlands Muziek Instituut in de Koninklijke Bibliotheek in Den Haag.

## Postuum
Na jaren van vergetelheid ontstond omstreeks 1990 weer belangstelling voor het werk van Anna Cramer, onder invloed van Willem Noske en Frans van Ruth, voorvechters van vergeten Nederlandse muziek. De choreografe Wies Merkx verwerkte, in samenwerking met Elmer Schönberger, in 1993 elementen uit Cramers leven en muziek in een balletvoorstelling waarvan de titel De laatste dans ontleend is aan een van haar beide opera's. Een aantal van haar liederen werd opnieuw uitgegeven en uitgevoerd en er verscheen in 1994 een cd van de mezzosopraan Rachel Ann Morgan. Ook in dat jaar maakte Jurgen Limonard de VPRO-radiodocumentaire Noten van een vervlogen leven. De dirigent en componist Jeppe Moulijn orkestreerde in 2007 de liederencyclus op. 4, die werd uitgevoerd en op cd gezet door Nathalie Mees (sopraan) en het LKO-Orchestra onder leiding van Stephan Pas.

## Beknopte werkenlijst

### Liederen met pianobegeleiding
- ± 1896: Mädchenlied en Vöglein wohin so schnell (beide vermist)
- 1903: Wenn die Linde blüht (in Im Volkston, II. Sammlung onder auspiciën van Die Woche. Scherl, Berlijn)
- voor 1907: Abendfrieden, tekst Carl Hermann Busse
- 1907: 5 Gedichte von Klaus Groth, op. 1 (Fürstner, Berlijn)
- 1907: 5 Gedichte von O.J. Bierbaum, op. 2 (Fürstner, Berlijn)
- 1908: 14 Volkstümliche Lieder, op. 3, teksten Juliusz Roger e.a. (Lewy, München)
- voor 1909: Schlafliedchen für's Peterle, tekst Carl Hermann Busse
- 1910: 6 Lieder, op. 4, teksten O.J. Bierbaum, Carl Hermann Busse e.a. (Fürstner, Berlijn)
- na 1910: 7 Gedichte aus Die Ewige Hochzeit voor tenor, tekst Max Dauthendey
- na 1910: Episode voor tenor, tekst Max Rosenfeld
- na 1910: 10 Gedichte voor bariton, teksten Detlev von Liliencron
- ± 1926: Geheimnis aus der Zyklus 'Vom Kommen Werden und Vergehn', tekst Walter Simlinger (vermist)
- ± 1926-27: Troubadour-Ständchen voor bariton, tekst Walter Simlinger
- ± 1927: 2 Notturnos voor bariton, tekst Walter Simlinger

### Overige werken
- ± 1926-27: Der letzte Tanz, opera in één bedrijf, libretto Walter Simlinger naar de novelle Ihr letzer Tanz van Marie Giese-Itzenplitz (overgeleverd als piano-uittreksel, enkele delen geïnstrumenteerd)
- ± 1926-27: Dr. Pipalumbo, komische opera in drie bedrijven met naspel, libretto Walter Simlinger (overgeleverd als piano-uittreksel)
- ± 1926-30: Zigeunerlied, voor tenor, gemengd koor, viool en orkest, tekst Bogdan Zalewski

## Discografie
- Anna Cramer. Songs. Rachel Ann Morgan (mezzosopraan), Marjès Benoist (piano). CD: Globe GLO 5128 (1994).
- Vrienden van het lied: Nederland 1850-1950 met onder meer vier liederen van Anna Cramer. Rachel Ann Morgan (mezzosopraan), Tan Crone (piano). CD: Sweetlove SLR 9401255 (1994).
- Anna Cramer. Songs. Nathalie Mees (sopraan), Wim Voogd (piano), LKO Orchestra o.l.v. Stephan Pas. CD: Aliud ACD BH 051-2 (2010).

## Bladmuziek
- Selected songs 1 by Anna Cramer (1873-1968) for medium voice and piano. Geselecteerd door Rachel Ann Morgan. Redactie Katja Brooijmans. Amsterdam, 2004.
- Selected songs 2 by Anna Cramer (1873-1968) for voice and piano. Edited by Stephan Pas. Nederlands Muziek Instituut, Den Haag, 2010.
- 10 Gedichte (Detlev von Liliencron) für Bariton und Klavier. Edited by Stephan Pas. Nederlands Muziek Instituut, Den Haag, 2010.